# Korenovszki járás

A Korenovszki járás a Krasznodari határterületen

A Korenovszki járás (oroszul Кореновский муниципальный район) Oroszország egyik járása a Krasznodari határterületen. Székhelye Korenovszk.

## Népesség
- 1989-ben 77 131 lakosa volt.
- 2002-ben 85 259 lakosa volt, melyből 77 527 orosz (90,9%), 2 157 ukrán, 1 875 örmény, 397 fehérorosz, 227 német, 192 tatár, 147 azeri, 99 cigány, 98 grúz, 70 görög, 23 adige, 1 török.
- 2010-ben 85 264 lakosa volt.